# Садурский, Щепан
Щепан Пётр Садурский (пол. Szczepan Piotr Sadurski; род. 9 июня 1965, Люблин) — польский сатирик, карикатурист, журналист, председатель Партии Хорошего Настроения.

## Биография
Закончил художественный лицей (1985). Опубликовал более 5 тысяч рисунков в 200 журналах.  Основатель издательства юмора и сатиры «Суперпресс» (1991 г.), главный редактор журнала «Хорошее настроение». Автор замысла и председатель Партии Хорошего Настроения — неформальной международной организации, объединяющей людей, которые любят смеяться (более 3 тысяч членов в Польше и других странах мира). Владелец сатирического интернет-портала Sadurski.com. Был членом жюри многих сатирических конкурсов и конкурсов кабаре в Польше, Турции и Швеции. Проживает в столице Польши, Варшаве.

## Награды
Лауреат ряда премий, в том числе «Золотая Шпилька — 1986» (награда журнала «Шпильки» в конкурсе на лучший рисунок года).